# Robert Ljubičić
Pour les articles homonymes, voir Ljubičić.
Robert Ljubičić, né le 14 juillet 1999 à Vienne en Autriche, est un footballeur autrichien qui évolue au poste de milieu de terrain à l'AEK Athènes.

## Biographie

### SKN Sankt Pölten
Formé au SKN Sankt Pölten, Robert Ljubičić débute en professionnel avec ce club en jouant son premier match le 12 mai 2018 face au SC Rheindorf Altach, en championnat. Titularisé ce jour-là, il se distingue en délivrant une passe décisive, contribuant à la victoire de son équipe (1-3). Il inscrit son premier but en professionnel dès son deuxième match, le 20 mai suivant, contre le FK Austria Vienne. Il ouvre le score lors de cette rencontre remportée par le SKN Sankt Pölten (2-0).

### Rapid Vienne
En juillet 2021, Robert Ljubičić rejoint le Rapid Vienne. L'accord est conclu dès le 8 mars 2021. Le joueur, libre après le 30 juin, signe donc librement avec le club de la capitale autrichienne.

### Dinamo Zagreb
Le 13 juin 2022, Robert Ljubičić s'engage en faveur du Dinamo Zagreb. Il signe un contrat de cinq ans avec le club croate.
Il devient Champion de Croatie en 2023, le club étant sacré pour la 24e fois de son histoire,.

### En sélection
Éligible pour jouer pour l'Autriche, Robert Ljubičić choisi de représenter la Croatie dans un premier temps. Il est convoqué pour la première fois avec les moins de 20 ans en mars 2019 et joue son premier match face à la Suisse le 22 mars 2019. Son équipe s'incline sur le score de quatre buts à un mais il délivre une passe décisive sur le seul but des siens.
En août 2020 il est sélectionné avec l'équipe d'Autriche espoirs et joue son premier match le 4 septembre 2020, lors d'une lourde défaite face à l'Albanie (1-5).

## Vie personnelle
Robert Ljubičić est le frère cadet de Dejan Ljubičić. Il est né de parents croates de Bosnie-Herzégovine ayant fui les guerres de Yougoslavie.

## Palmarès
Dinamo Zagreb
- Championnat de Croatie (1) :
  - Champion : 2023.